# Hugh Llewellyn Glyn Hughes

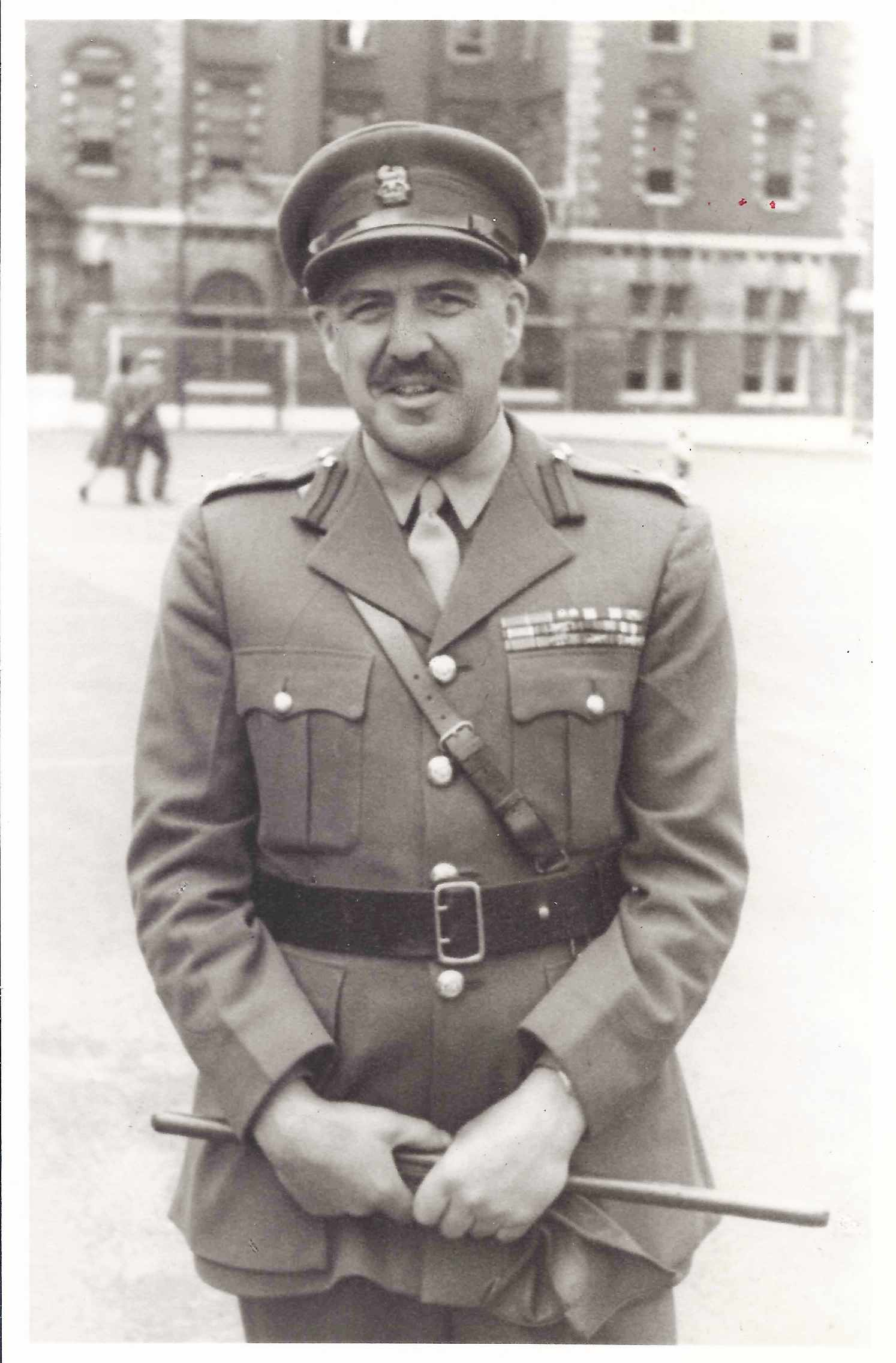
Hugh Llewellyn Glyn Hughes, 1945

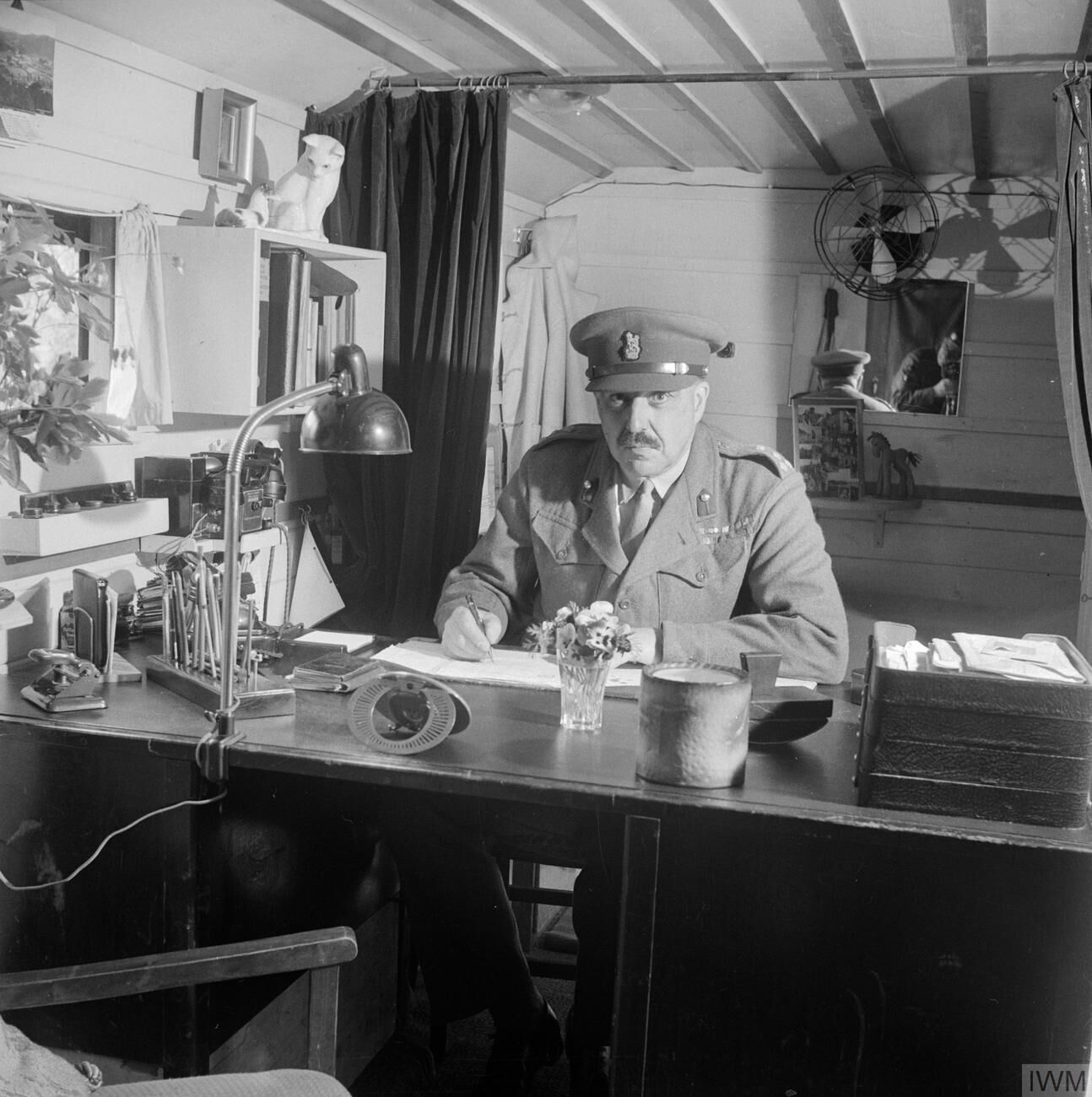
Der Kommandeur der Hilfsmaßnahmen im befreiten KZ Bergen-Belsen Glyn Hughes in seinem Wohnwagen, aufgenommen zwischen dem 22. Mai und 2. Juni 1945

Hugh Llewellyn Glyn Hughes genannt Glyn Hughes, CBE (* 25. Juli 1892 in Ventersburg, Südafrika; † 24. November 1973 in Edinburgh) war ein britischer Militärarzt. Er leitete die Rettungs- und Rehabilitierungsmaßnahmen der Überlebenden des Konzentrationslagers Bergen-Belsen.

## Jugend
Glyn Hughes wurde am 25. Juli 1892 als Sohn eines britischen Arztes und einer Waliserin in Ventersburg (Südafrika) geboren. Nach dem frühen Tod des Vaters, der im Jahre 1894 durch eine Infektion eines Stiches, den er sich bei einer Operation zuzog, starb, kehrte seine Mutter zusammen mit Glyn nach Wales zurück. Dort zeigte sich Glyn als kränkliches Kind, dessen schlechte körperliche Verfassung dazu führte, dass seine Bewerbung um ein Stipendium am Epsom College zunächst zurückgestellt wurde. Nach einem längeren Erholungsurlaub in Belgien wurde Hughes 1903 elfjährig dennoch am College aufgenommen, das er wenige Jahre später erfolgreich abschloss. Nach dem Abschluss am Epsom College nahm Glyn Hughes am University College Hospital in London das Studium der Medizin auf.

## Anfänge beim Militär
Mit Ausbruch des Ersten Weltkrieges meldete sich Glyn Hughes freiwillig zum Kriegsdienst, wurde allerdings bereits 1915 nach Großbritannien zurückgeschickt, um dort sein Studium abzuschließen. Nach der Zulassung als Arzt am 6. August 1915 trat er dem 1. Wiltshire Regiment als Medical Officer bei und kehrte an die Front zurück. Er wurde für besondere Verdienste mehrfach ausgezeichnet.

## Zweiter Weltkrieg
Nachdem sich Glyn Hughes nach dem Ersten Weltkrieg zunächst ins Privatleben zurückzog, eine eigene Praxis eröffnete und sich stark im Rugbysport engagierte, trat er nach Ausbruch des Zweiten Weltkrieges erneut der Armee bei. Dort überlebte er die Evakuierung britischer Truppen aus Dünkirchen und übernahm später die Leitung 141. Field Ambulance. Nach der Befreiung des Konzentrationslagers Bergen-Belsen kam Hughes als Deputy Director Medical Services der britischen 2. Armee und übernahm die Rettung und Betreuung der überlebenden Insassen. Sein Einsatz während dieser Rettungsmaßnahmen brachte ihm zahlreiche Ehrungen ein, sodass Hughes zum höchstdekorierten Militärarzt des Zweiten Weltkrieges wurde.

## Nachkriegszeit
Unmittelbar nach Beendigung seiner Arbeit in Bergen-Belsen kehrte Glyn Hughes nach Großbritannien zurück, wo er als niedergelassener Arzt arbeitete. Darüber hinaus übernahm er bereits 1948 verschiedene Führungsämter medizinischer Einrichtungen in London und war zeitweilig Honory Physician der britischen Königin. Hughes verstarb am 24. November 1973.

## Ehrungen
Aufgrund seiner umfangreichen Verdienste erhielt Glyn Hughes zahlreiche Orden und Verdienstmedaillen:
- Distinguished Service Order, D.S.O.
- Military Cross, M.C.
- Commander of the Order of the British Empire, C.B.E.
- Legion of Merit
- Croix de guerre mit Palme